# Charax macrolepis
Charax macrolepis е вид лъчеперка от семейство Харациди (Characidae). Видът не е застрашен от изчезване.

## Разпространение и местообитание
Разпространен е в Бразилия.
Обитава сладководни басейни, лагуни, реки и потоци.

## Описание
На дължина достигат до 9,5 cm.
Популацията на вида е стабилна.